# Hans Walter
Hans Walter, född 9 augusti 1889, död 14 januari 1967 i Stansstad, var en schweizisk roddare.
Walter blev olympisk guldmedaljör i fyra med styrman vid sommarspelen 1924 i Paris.